# Кћи снега
Кћи снега (енгл. A Daughter of the Snows) први је роман америчког књижевника Џека Лондона. Објављен је 1902. године. Радња је смештена у Јукон, а главна јунакиња је Фрона Велс, која узнемирава окружење свога оца својим смелим понашањем и склапањем пријатељства са градском проститутком. Емотивно је растрзана између два удварача, Грегорија Сент-Винсента и Венса Корлиса.

## Ликови
- Јакоб Велс, шеф Компаније.
- Фрона Велс (индијанско име: Тенас Хи-хи тј. Мали смех)
- Свифтвотер Бил, „краљ“ из Клондајка.
- Венс Корлис, рударски инжењер са Јејл универзитета.
- Алек Бобијан, „краљ“ Серкл Ситија.
- Дел Бишоп, копач злата.
- Луцила, градска проститутка.
- Мат Мек-Карти, Шкот.
- Томи Мек-Ферсон, Шкот.
- Грегори Сент-Винсент
- Тед Фергусон
- Џон Борг
- Џон Мелтон
- Тим Мек-Реди
- Дејв Херни
- Кариба Бланш
- Џек Корнел
- г. Кубертен, француски барон.
- г. Мек-Грегор, капетан.
- г. Третавеј, пуковник.
- г. Терстон
- г-ђа Сковил
- Девица

Индијанци:
- Нипуза, индијанка.
- Хао-Ха, индијанка.
- Бела, индијанка.